# Raïon de Novohrad-Volynsky
Le raïon de Novohrad-Volynsky (en ukrainien : Новоград-Волинський район) est un ancien raïon de l'oblast de Jytomyr, au nord de l'Ukraine.

## Géographie
Son centre administratif est situé à Novohrad-Volynsky.
Le raïon couvre une superficie de 5 242,6 kilomètres carrés et, d'après les estimations de 2020, compte une population de 171 700 habitants.